# Beuvillers (Calvados)
Beuvillers is een gemeente in het Franse departement Calvados (regio Normandië). De plaats maakt deel uit van het arrondissement Lisieux. Beuvillers telde op 1 januari 2022 1.301 inwoners.

## Geografie
De oppervlakte van Beuvillers bedroeg op 1 januari 2022 4,92 vierkante kilometer; de bevolkingsdichtheid was toen 264,4 inwoners per km².
De onderstaande kaart toont de ligging van Bellengreville met de belangrijkste infrastructuur en aangrenzende gemeenten.

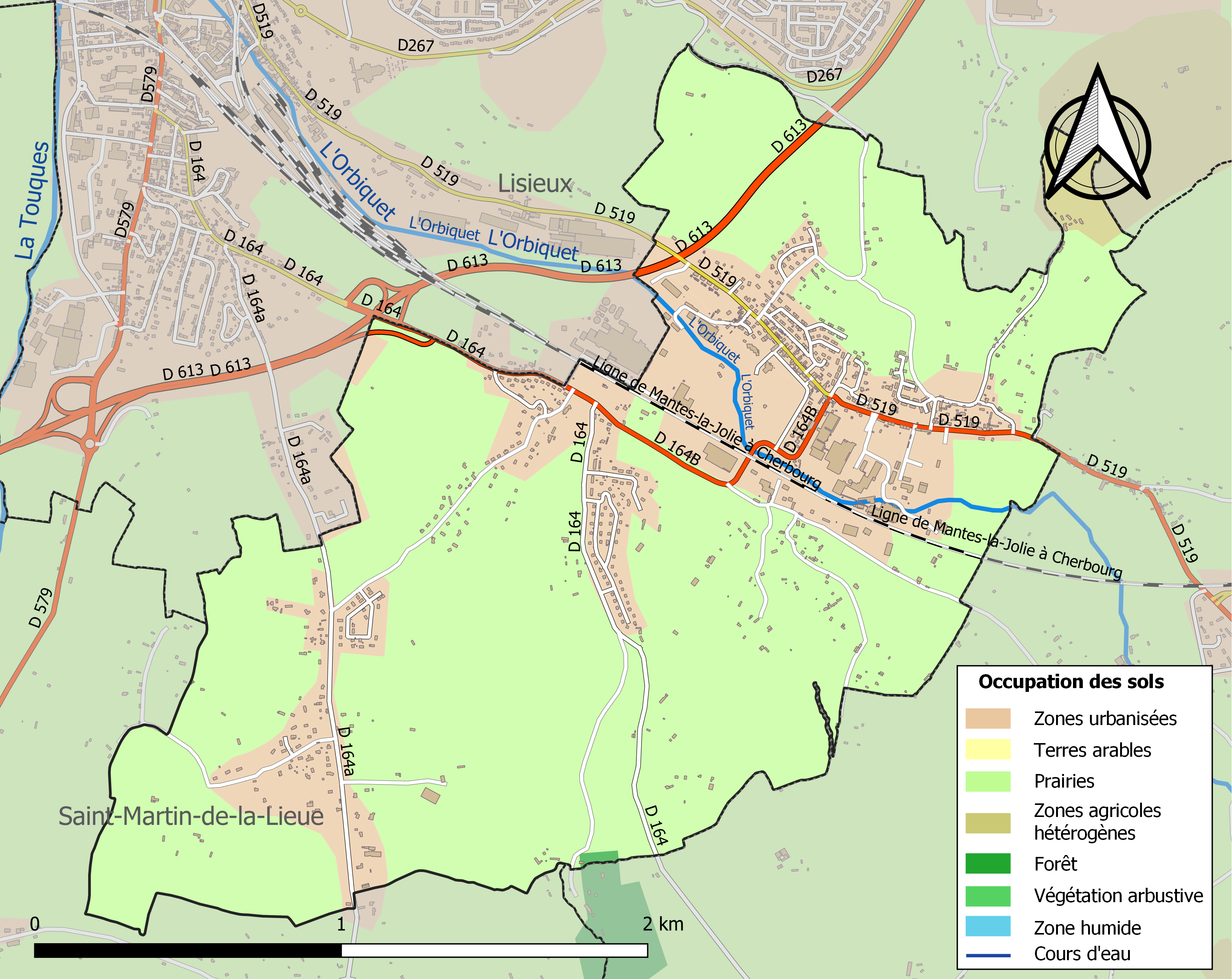

## Demografie
Onderstaande figuur toont het verloop van het inwonertal (bron: INSEE-tellingen).

Vanwege een beveiligingsprobleem met de MediaWiki Graph-software is het momenteel niet mogelijk deze grafiek weer te geven. Zodra de software is bijgewerkt zal de grafiek vanzelf weer zichtbaar worden.